# لقاح نوفافاكس
NVX-CoV2373 ويُعرف أيضًا باسم لقاح نوفافاكس (بالإنجليزية: Novavax vaccine)‏ ويُشار إليه أيضًا باسم «SARS-CoV-2 rS»، هو لقاح مرشح ضد مرض فيروس كورونا، تعمل شركة نوفافاكس الخاصة بتطوير اللقاحات (بالإنجليزية: Novavax)‏ بالتعاون مع تحالف ابتكارات التأهب الوبائي، على تطويره وإنتاجه، وهو مخصص للإعطاء عن طريق الحقن العضلي، ويتطلّب جرعتين، ودرجة تبريد ما بين 2 إلى 8 حرارة مئوية. يخضع اللقاح منذ ديسمبر 2020 للمرحلة الثالثة من التجارب السريرية في كل من الولايات المتحدة والمكسيك.
في 28 يناير 2021، أفادت شركة نوفافاكس أن النتائج الأولية للتجارب السريرية في المملكة المتحدة أظهرت أن اللقاح فعّال بنسبة 89%. ومع ذلك، أظهرت النتائج السريرية الأولى في جنوب أفريقيا معدل فعالية أقل ضد تحور 501.V2، إذ بلغت فعاليته بنسبة تتراوح ما بين 50-60%.

## الاستخدامات الطبية
يُعطى اللقاح على جرعتين بفارق 21 يومًا بينهما. يبقى ثابتًا في درجات حرارة باردة تتراوح بين 2-8 درجات مئوية (36-46 درجة فهرنهايت).

### الفعالية
يعد اللقاح فعالًا بشكل عام إذا كان معدل الفعالية 50%، وكان الحد الأدنى لفعاليته أكبر من 30% لمجال ثقة قدره 95%. ترتبط الفعالية ارتباطًا وثيقًا بالنجاعة، والتي عادةً ما تنخفض ببطء مع مرور الوقت.

#### تجربة المملكة المتحدة
في 28 يناير عام 2021، أفادت شركة نوفافاكس أن النتائج الأولية لتجربة المملكة المتحدة أظهرت أن اللقاح المرشح كان أكثر فعالية بنسبة 89%. مع ذلك، أظهرت النتائج المرحلية لتجربة في جنوب أفريقيا معدل فعالية أقل ضد المتحور بيتا (السلالة بي. 1.351)، وبلغ نسبة 50-60%.
في 12 مارس عام 2021، أعلنت شركة نوفافاكس أن لقاحها المرشح كان فعالًا بنسبة 96.4% ضد السلالة الأصلية لكوفيد-19 وبنسبة 86% ضد المتحور ألفا.
في 30 يونيو عام 2021، أظهرت دراسة في مجلة نيو إنغلاند جورنال أوف ميديسين بتمويل من شركة نوفافاكس، أن اللقاح حقق نجاعة عامة بنسبة 83.4% بعد أسبوعين من الجرعة الأولى وبنسبة 89.7% بعد أسبوع من الجرعة الثانية. أظهر التحليل اللاحق نجاعة بنسبة 86.3% ضد المتحور بي. 1.1.7 (ألفا) وبنسبة 96.4% ضد السلالات الأخرى، ومعظمها كانت «سلالات النموذج الأولي» (السلالة الأصلية).

#### تجربة جنوب أفريقيا
في 28 يناير عام 2021، أفادت شركة نوفافاكس أن النتائج المؤقتة لتجربة في جنوب أفريقيا أظهرت معدل فعالية أقل ضد المتحور بيتا (بي. 1.351)، وبلغ نسبة 50-60%.
في 12 مارس عام 2021، أعلنت شركة نوفافاكس أن لقاحها المرشح أثبت فعاليته بنسبة 55% ضد المتحور بيتا لدى المرضى غير المصابين بفيروس العوز المناعي البشري/الإيدز. وكان فعالًا بنسبة 100% في الوقاية من المرض الحاد.

#### تجربة الولايات المتحدة والمكسيك
في 14 يونيو عام 2021، أعلنت شركة نوفافاكس أن نسبة النجاعة الإجمالية بلغت 90.4% في المرحلة الثالثة من تجربة الولايات المتحدة والمكسيك والتي شملت نحو 30,000 شخص بسن 18 عامًا فما فوق. من أصل 77 حالة إصابة بكوفيد-19 ضمن المشاركين في التجربة، حدثت 14 حالة في مجموعة اللقاح، بينما حدثت 63 حالة في مجموعة الدواء الوهمي.

## التاريخ
في يناير عام 2020، أعلنت شركة نوفافاكس عن تطوير لقاح مرشح، يحمل الاسم الرمزي إن في إكس-كوف2373، لبناء مناعة ضد سارس كوف-2 (فيروس كورونا المرتبط بالمتلازمة التنفسية الحادة الشديدة النوع 2). تتنافس شركة نوفافاكس على تطوير اللقاح مع عشرات الشركات الأخرى.
في مارس عام 2020، أعلنت شركة نوفافاكس عن تعاونها مع شركة إيمرجنت بيوسوليوشنز لإجراء أبحاث بشرية ما قبل سريرية ودراسات المراحل المبكرة على اللقاح المُرشح. في إطار الشراكة، كان من المفترض أن تقوم شركة إيمرجنت بيوسوليوشنز بتصنيع اللقاح على نطاق واسع في منشأة بالتيمور. مع ذلك، بعد مشاكل الإنتاج مع لقاحي جونسون آند جونسون وأكسفورد–آسترازينيكا في مصنعهما في بالتيمور ولتقليل العبء على المصنع، دخلت نوفافاكس لاحقًا في شراكة مع مصنع مختلف في اتفاقية جديدة بإشراف حكومة الولايات المتحدة.
أجريت التجارب أيضًا في المملكة المتحدة. بدأت دراسات السلامة الأولية على البشر للقاح المرشح، الذي يحمل الاسم الرمزي إن في إكس- كوف2373، في مايو عام 2020 في أستراليا.